# 金沢公園 (横手市)
金沢公園（かねざわこうえん）は、秋田県横手市金沢中野にある都市公園（地区公園）。
1906年（明治39年）に景政巧名塚を中心に、桜やツツジを植えて公園として整備されたのがはじまりである。後三年の役の古戦場である金沢柵の跡地と言われている場所にあり、園内には金澤八幡宮などがある。敷地面積は0.90ha。

## 園内の主な施設
- 金澤八幡宮
1093年に、源義家が藤原清衡に命じて、京都の石清水八幡宮の八幡神を観請して創建し、金澤八幡神社としたのが始まりである[2]。
- 景政功名（かげまさこうみょう）塚
鎌倉権五郎景正は16歳で戦に参加し、大軍を前にするも勇敢に戦ったことから源義家に認められ、この地に敵の遺体を集めて塚を作り供養した[2]。そこに杉を植えて「景正功名塚」となった。この杉の巨木は、1948年（昭和23年）の火災によって枯死しており、現在は残った一部のみが保存されている[3]。
- 御野立所跡
御野立所と呼ばれる、移動中の貴人が野外で休憩する場所。

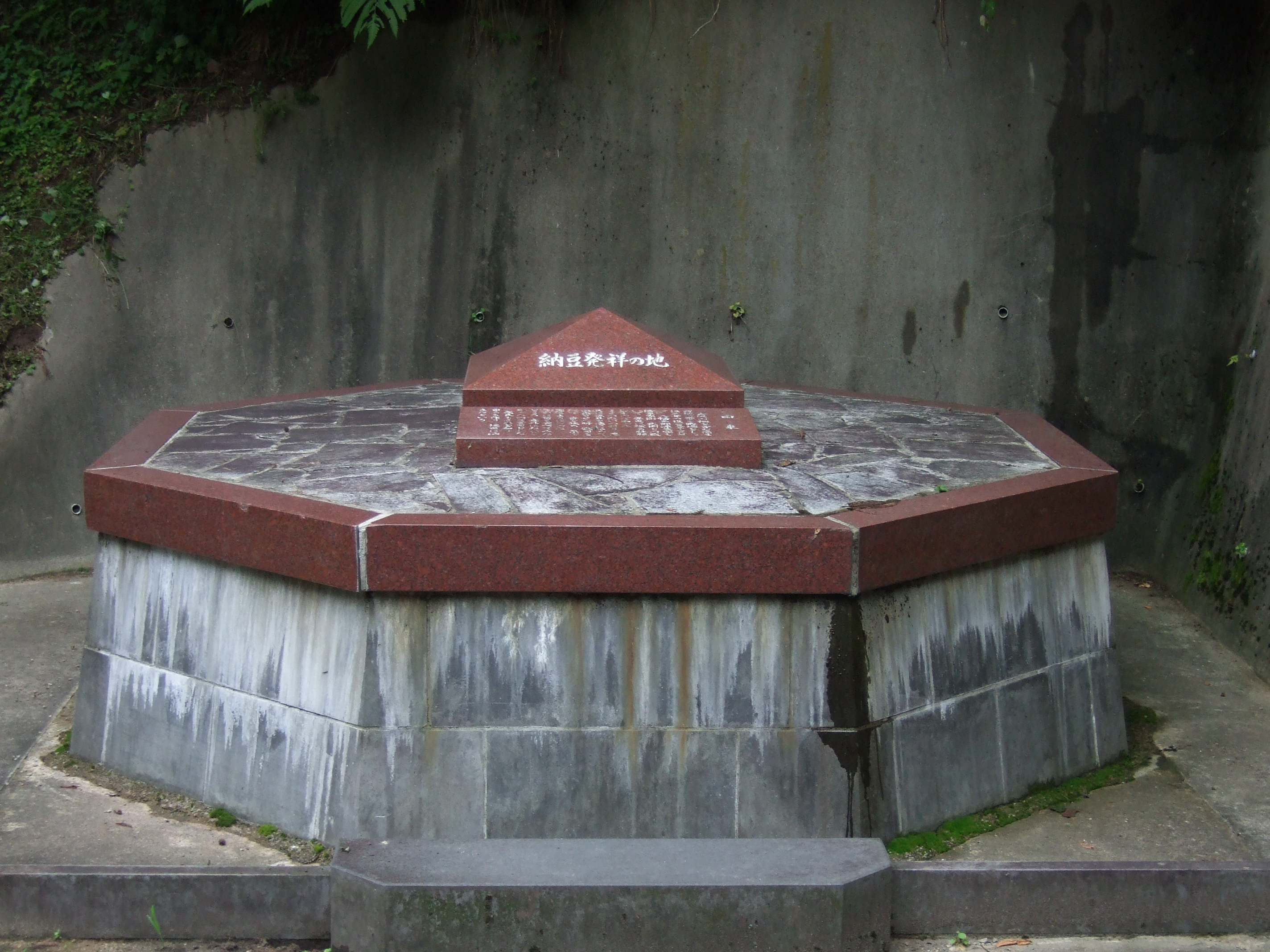
「納豆発祥の地」碑
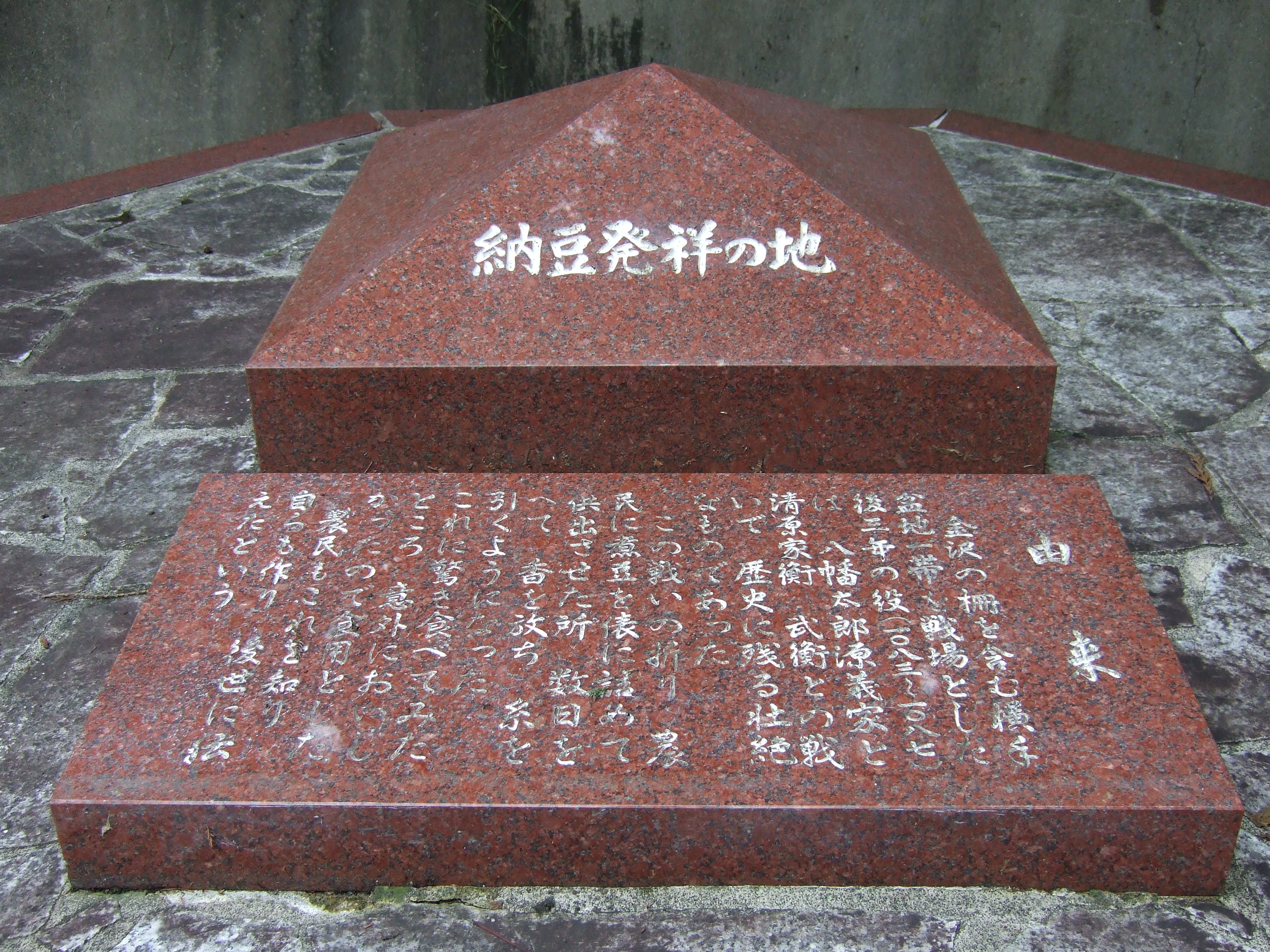
後三年の役の際、兵糧不足に悩んでいたところ、馬の背で大豆が発酵し納豆が誕生したという伝説がある。この伝説から、「納豆発祥の地」碑が設置されている[4][5]。

- 「納豆発祥の地」碑

## アクセス
自動車
E46 秋田自動車道 / E13 東北中央自動車道 横手ICから約15分
E46 秋田自動車道 横手北SICから約15分
路線バス
横手バスターミナルから羽後交通 横手・大曲線に乗車、金沢公園前停留所で下車してすぐ

## 周辺
- 国道13号
- 奥羽山麓大規模農道（みずほの里ロード）
- 後三年合戦金沢資料館
- 金沢孔城館（金沢公民館）
- 道の駅美郷
- 平安の風わたる公園（西沼）